# Славутич (місто)
Славу́тич — місто в межах Любецької селищної громади Чернігівського району Чернігівської області, але юридично підпорядковане органам влади Вишгородського району Київській області, на віддалі понад 200 кілометрів від міста Києва.

## Історія
Славутич заснований 1986 року для евакуйованих після Чорнобильської катастрофи з теперішньої зони відчуження працівників Чорнобильської атомної електростанції. Назва походить від давньоукраїнської назви Дніпра. Територія міста є ексклавом Київської області на території Чернігівської, із якої після ухвалення рішення про будівництво міста була виділена частина земель Ріпкинського та Чернігівського районів.
Славутич — одне з наймолодших міст в Україні. Рішення про його будівництво, як нового міста для постійного проживання працівників Чорнобильської АЕС і членів їхніх родин, було ухвалено 2 жовтня 1986 року директивними органами СРСР, вже після аварії на ЧАЕС. І у вересні — грудні того ж року було здійснене проєктування міста, а в грудні почалося його будівництво.
Назву місту було присвоєно Постановою від 19 лютого 1987 року: «Президія Верховної Ради Української РСР постановляє: Присвоїти місту, що будується в Чернігівській області для постійного проживання працівників Чорнобильської атомної електростанції, найменування Славутич та передати його у підпорядкування Київській обласній Раді народних депутатів».
26 березня 1988 року був виданий перший ордер на заселення квартир.

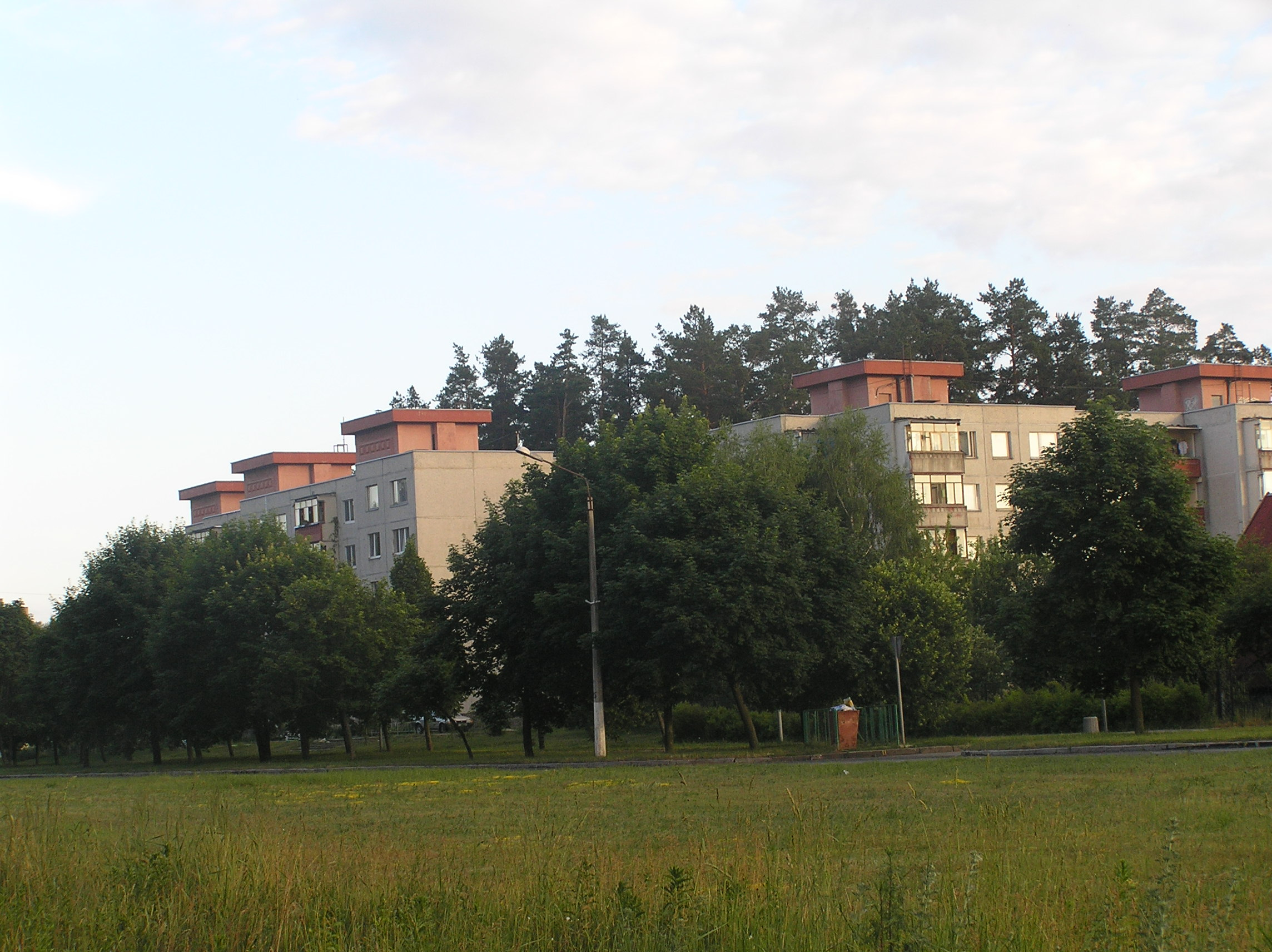
Вид на Вільнюський квартал

У будівництві міста брали участь архітектори й будівельники з восьми союзних республік: Литовської, Латвійської, Естонської, Грузинської, Азербайджанської, Вірменської, Української РСР та РРФСР, що надало кожному кварталові національного колориту. Як результат, місто було поділене на тринадцять кварталів: Бакинський, Бєлгородський (нині — Дніпровський), Вільнюський, Добринінський, Єреванський, Київський, Ленінградський (згодом — Невський, нині — Деснянський), Московський (нині — Поліський), Печерський, Ризький, Талліннський, Тбіліський, Чернігівський, кожен з яких має свою особливу архітектуру й атмосферу. Територія забудови міста займає 7,5 км².
Більшість населення працездатного віку працює на Чорнобильській АЕС і підприємствах.
Трагічним для жителів міста було рішення про дострокове закриття Чорнобильської АЕС.
Коротка історія Славутича розпалася на два періоди: період 1987—2000 років, коли станція випускала товарну продукцію, й період після грудня 2000 року, коли ЧАЕС була закрита й персонал станції почав скорочуватися щороку на 400 осіб. За соціально-психологічним впливом на містян перший період історії Славутича можна схарактеризувати як романтичний, а другий — як реалістичний.
Економічна й соціальна ситуація міста передусім залежить від ЧАЕС. До закриття електростанції у 2001 році на ЧАЕС працювало дев'ять тисяч жителів міста (майже половина дорослого населення). Після закриття станції там продовжують працювати дві з половиною тисячі осіб, котрі підтримують станцію у безпечному стані, ведуть роботи зі зняття з експлуатації, зі створення інфраструктури для поводження з відпрацьованим ядерним паливом та радіоактивними відходами, перетворенню об'єкта «Укриття» на екологічно безпечну систему.
Раніше вісімдесят п'ять відсотків бюджету міста наповнювалися коштом атомної станції. Для того, щоб залучити нових інвесторів, йому надали статус особливої економічної зони. Також працює програма перекваліфікації колишніх працівників станції. Проте, попри ці заходи, місто вже залишили півтори тисячі мешканців.
Короткий час (в кінці березня 2022 року) Славутич перебував під російською окупацією, під час якої окупанти вбили кількох місцевих мирних жителів. 2 квітня 2022 року українську владу у Славутичі відновили.
27 липня 2022 року Славутицька міська рада перейменувала топоніми, пов'язані з Радянським Союзом і Росією:
- проспект Дружби Народів перейменували на проспект Незалежності;
- вулицю Курчатова — на вулицю Атомників;
- вулиця 77-ой Гвардійської Дивізії (раніше — Піонерська) — вулиця Збройних Сил України;
- вулиця Невська — вулиця Деснянська;
- бульвар Бєлгородський — бульвар Лесі Українки;
- Московський квартал на Поліський.
- Бєлгородський — на Дніпровський.
- Невський (раніше — Ленінградський) — на Деснянський.

## Соціально-побутова інфраструктура

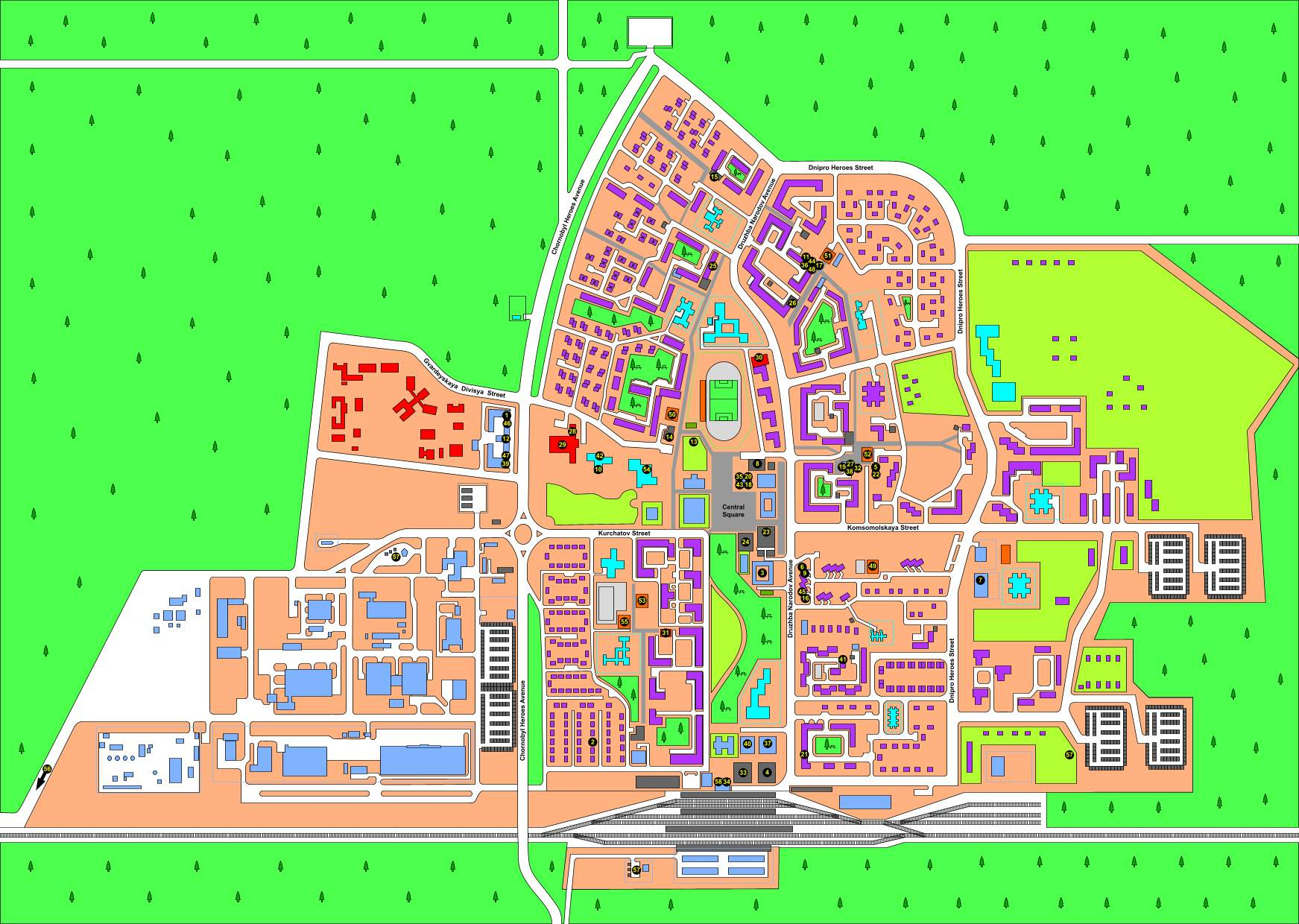
План міста Славутича на початку будівництва

За роки існування у Славутичі створена сучасна соціальна інфраструктура. Її розвиток є одним з факторів стабільної демографічної ситуації в місті.
На сьогодні реалізуються 10 програм для соціально незахищених груп населення, спрямованих на профілактику наркоманії та алкоголізму серед молоді, реабілітацію дітей з інвалідністю, оздоровлення, розвиток науки й освіти.
Створюється враження, що місто будувалося спеціально для дітей: дві загальноосвітні школи, два ліцеї, одна гімназія. Центр захисту дітей, Будинок дитячої творчості, бібліотечно-інформаційний центр для дітей, фізкультурно-оздоровчі комплекси загальною площею в 3,5 тис. м2, юнацька спортивна школа, стадіон, яхт-клуб. Серед юних спортсменів є призери Кубків Світу, Європи, України у багатьох видах спорту. Дошкільна система утворення нараховує шість дитсадків. Наймолодших жителів Славутича виховують в атмосфері любові до національної культури, мови, у кожному садочку є групи народознавства, музичні та спортивні зали, басейни з кабінетами лікувальної фізкультури. Впроваджується програма ЮНІСЕФ «Славутич — територія, сприятлива для дитини».
Центром культурного життя міста є Дитяча школа мистецтв. На п'яти її відділеннях навчається близько 800 дітей. Місцеві художники брали участь у проєкті футуристичного переосмислення іміджу міста «Спогади про Майбутнє»
Також у місті діє соціально-психологічний центр, центр молоді, сучасний центр зв'язку, мерія, інтернет-кафе, численні спортмайданчики, сучасні лікарні й готель. Майже 80 % квартир міста розміщені в п'яти-дев'ятиповерхових будинках, інші — у невеликих будинках на одну-дві родини.

## Символіка
Офіційною символікою міста є його гімн, герб, та прапор.

### Прапор
Прапор Славутича складається з трьох частин — великої малинової частини, маленької жовтої, та гербу у лівому верхньому куті.

### Герб
Герб Славутича ілюструє його адміністративно-територіальну приналежність до Київської області, ілюструючі старий герб Києва у верхній частині. Вісім променів зірки — це вісім республік, які взяли участь у будівництві міста. Білий Ангел — це художньо монументальний ансамбль у центрі міста.

### Гімн
Гімном Славутича є вірш «Білий ангел Славутича» Вратарьова, з музикою Досенка. Він викарбуваний на гранітній плиті, яка розміщена на постаменті Білого Ангела. Створений у 2012 році.

Герб (Деталізована версія)
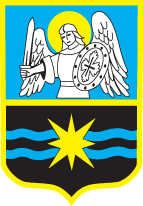
Герб
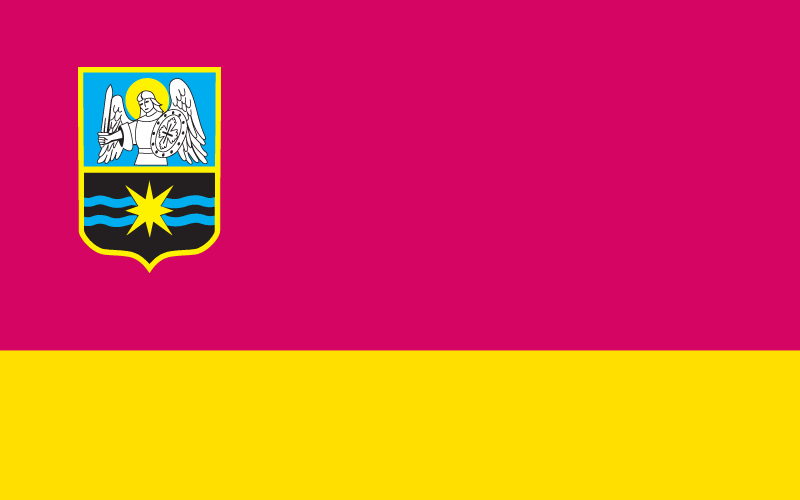
Прапор
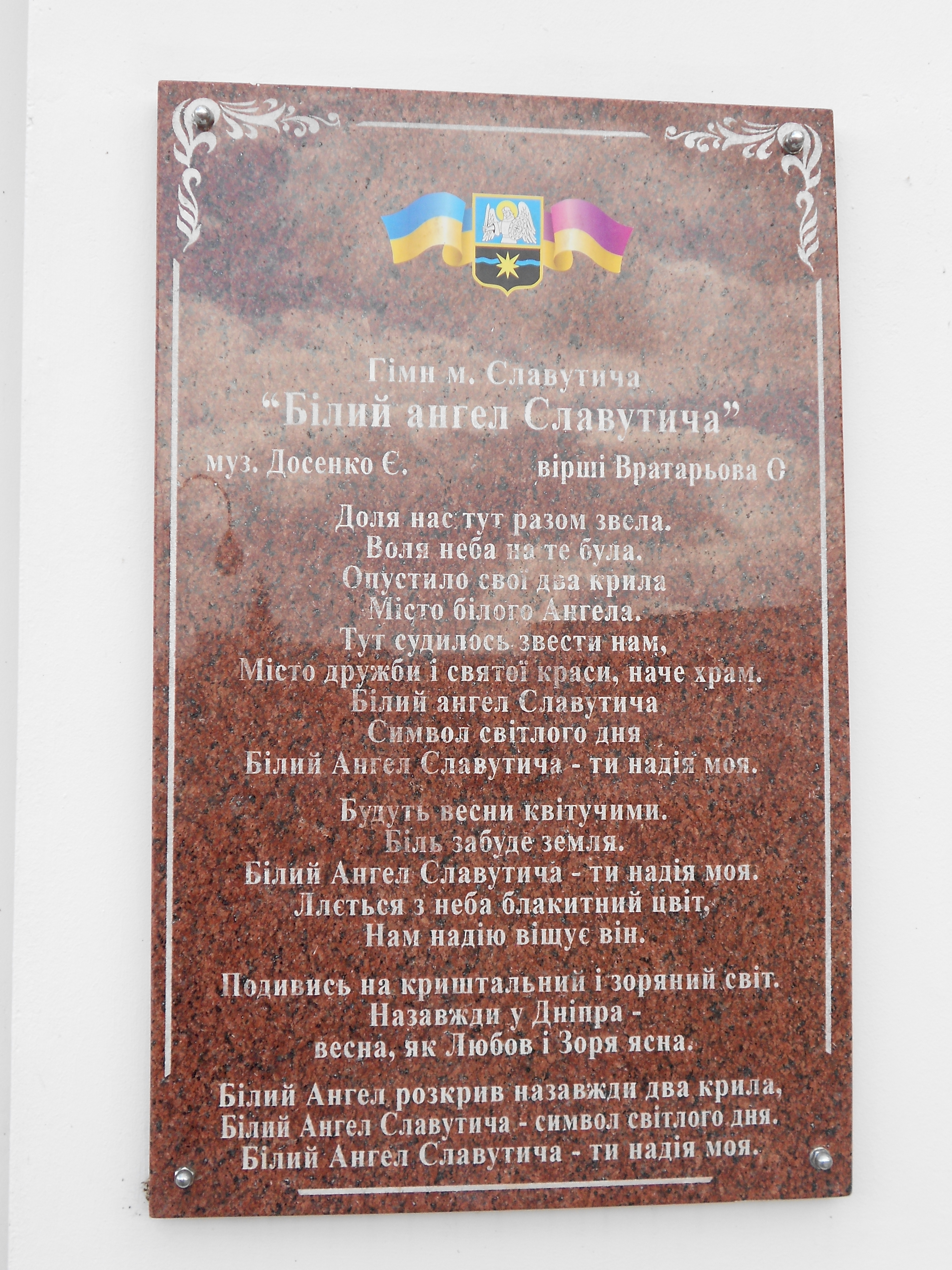
Гімн

## Перебування на території Чернігівської області
Юридично Славутич підпорядкований органам влади Київської області, хоча знаходиться на території Чернігівської області, тобто є ексклавом Київської області, що наразі є виключним адміністративно-територіальним випадком на теренах України.

### Чернігівська агломерація
Незважаючи на те, що Славутич формально-адміністративно підпорядкований органам влади Київської області, місто увійшло до Чернігівської агломерації, що наразі є безпрецедентним юридичним фактом на території сучасної України (коли місто конкретної області адміністративно входить до агломерації зовсім іншої області).. Наразі, адміністрація міста ініціює розгляд питання щодо підпорядкування міста Славутича органам влади Чернігівської області.

### Проблеми з адміністративним підпорядкуванням під час окупації 2022 року
Голова підкомітету Верховної Ради з питань адмінтерустрою Віталій Безгін, заявив, що під час військового вторгнення в Україну 2022 року і тимчасової окупації міста були виявлені суттєві проблеми в організації оборони міста, оскільки на території Чернігівської області діяла військова адміністрація області, а органи влади Славутича підпорядковувалися військовій адміністрації Київської області, що в умовах реальної військової загрози є неприпустимим фактором. З огляду на це, Верховна рада України, після завершення військових дій перегляне наявні адміністративні проблеми щодо їхньої адміністративної оптимізації, в цьому випадку: щодо доцільності підпорядкування органів влади міста Славутича безпосередньо (цивільним та військовим) органам влади Чернігівської області.

## Населення
Переважно населення Славутича складають колишні жителі Прип'яті, з них вісім тисяч у 1986 році були ще дітьми, також в місті живе чимало вихідців із Чернігівської області. Багато жителів Славутича є ліквідаторами, тому страждають від захворювань, що їх спричинили наслідки аварії на ЧАЕС. Багато жителів дотепер працюють у межах зони відчуження над зняттям ЧАЕС з експлуатації, здійснюють моніторинг, досліджують і обслуговують зупинену станцію. Вони доїжджають до зони відчуження потягом, що ходить зі Славутича до ДСП ЧАЕС.
Для Славутича характерний незвичайно високий рівень народжуваності й низький рівень смертності. Як результат, Славутич — місто з найнижчим середнім віком населення в Україні. Більше третини жителів міста — діти. У місті активно розвивається молодіжний рух.
Динаміка населення
| Рік              | 1989     | 1992     | 1998     | 2001     | 2011     | 2017     | 2018     | 2024     |
| ---------------- | -------- | -------- | -------- | -------- | -------- | -------- | -------- | -------- |
| Населення (осіб) | 11,364 ▲ | 21,100 ▲ | 26,200 ▲ | 24,420 ▼ | 24,492 ▲ | 25,096 ▲ | 24,983 ▼ | 20,000 ▼ |

### Національний склад
Етнічний склад населення міста на 1989 рік:
- українці — 44,3 %;
- росіяни — 45,8 %;
- білоруси — 4,8 %;
- інші національності;— 5,6 %;

Етнічний склад населення міста на 2001 рік:
| Національність  | Відсоток |
| --------------- | -------- |
| українці        | 63,26 %  |
| росіяни         | 30,01 %  |
| білоруси        | 4,07 %   |
| вірмени         | 0,58 %   |
| татари          | 0,29 %   |
| азербайджанці   | 0,21 %   |
| молдовани       | 0,20 %   |
| євреї           | 0,11 %   |
| інші/не вказали | 1,27 %   |

### Мовний склад
Рідна мова жителів за даними перепису 2001 року:
| Мова            | Чисельність, осіб | Доля    |
| --------------- | ----------------- | ------- |
| Українська      | 13 606            | 55,42 % |
| Російська       | 10 453            | 42,58 % |
| Білоруська      | 307               | 1,25 %  |
| Вірменська      | 65                | 0,27 %  |
| Румунська       | 13                | 0,05 %  |
| Інші/Не вказали | 105               | 0,43 %  |
| Разом           | 24549             | 100 %   |

## Культура
У місті з 2014-го до 2018 року щорічно у травні відбувався фестиваль кіно та урбаністики «86».

## Релігія
Більшість жителів Славутича є католиками та православними. Також існує громада Свідків Єгови та Християнської Реформаторської церкви.

### Римсько-Католицька Церква
У грудні 1995 року католики, які мешкали у Славутичі, звернулися до настоятеля Римсько-католицької парафії в Чернігові з проханням про духовну опіку. З цього часу до Славутича почали приїжджати Місіонери Облати Марії Непорочної.
В 1996 році єпископ-ординарій Київсько-Житомирської єпархії Ян Пурвінський заснував парафію в Славутичі, присвоївши їй ім'я св. Євгена де Мазенода та свв. Ангелів-охоронців. Перших кілька років вірні збиралися у приватних домівках, центрах культури та міських клубах.
У 2000 році міською владою католикам виділено земельну ділянку під забудову, яку 19 березня освятив єпископ-помічник Станіслав Широкорадюк OFMCap. В цьому ж році Згромадження Місіонерів Облатів розпочало будівництво каплиці (дому священника). Перша Служба Божа відбулася ще у підвалі незакінченої будови 21 травня 2001 року — в літургійний спомин покровителя парафії св. Євгена де Мазенода. Роком пізніше Апостольський Нунцій в Україні архієпископ Микола Етерович освятив каплицю.
В 2002 році призначено для парафії першого настоятеля — з цього часу розпочалося регулярне душпастирське служіння.
З 2005 до 2012 року на території парафії діяла спільнота сестер-маристок.

### Українська Греко-Католицька Церква
З 2009 р., у м. Славутич отцями редемптористами була зареєстрована громада вірних УГКЦ. Одразу виникла потреба місця для проведення богослужінь. Почалися клопотання до міської ради міста щодо виділення земельної ділянки чи приміщення для богослужінь. Парафіяни завдячуючи гостинності Римсько-Католицької громади почали проводити богослужіння у їхньому храмі. У 2012 р. рішенням міської ради було виділено земельну ділянку площею 0.5 га для будови храмового комплексу УГКЦ. 21 квітня 2013 року в м. Славутичі владика Йосиф (Мілян), Єпископ-помічник Київської архиєпархії УГКЦ, освятив хрест та місце під забудову храму. У жовтні 2013 настоятелем громади призначено о. Юрія Логазу. У 2015 році розпочалося будівництво храму-каплиці на честь ікони «Божої Матері Неустанної Помочі». Парафія бере активну участь у культурному та духовному житті міста. З 19 серпня 2017 року Богослужіння звершуються у новозбудованому храмі, що у Сіверянському кварталі міста.
15 квітня 2018 р. Блаженніший Патріарх Святослав (Шевчук) звершив освячення храму у Славутичі.
У 2019 році розпочалися проєктні та погоджувальні роботи щодо будівництва на території храмового комплексу соціального центру для дітей, а також осіб, які опинилися у складних життєвих обставинах. У центрі також буде розміщено представництво міжнародного благодійного фонду «КАРІТАС».
Настоятель храму отець Юрій Логаза є військовим капеланом в/ч 3041 Національної Гвардії України, та у 2021 році брав безпосередню участь в Операції Об'єднаних Сил для здійснення заходів із забезпечення національної безпеки і оборони, відсічі і стримування агресії Російської Федерації у Донецькій та Луганській областях.

## Галерея

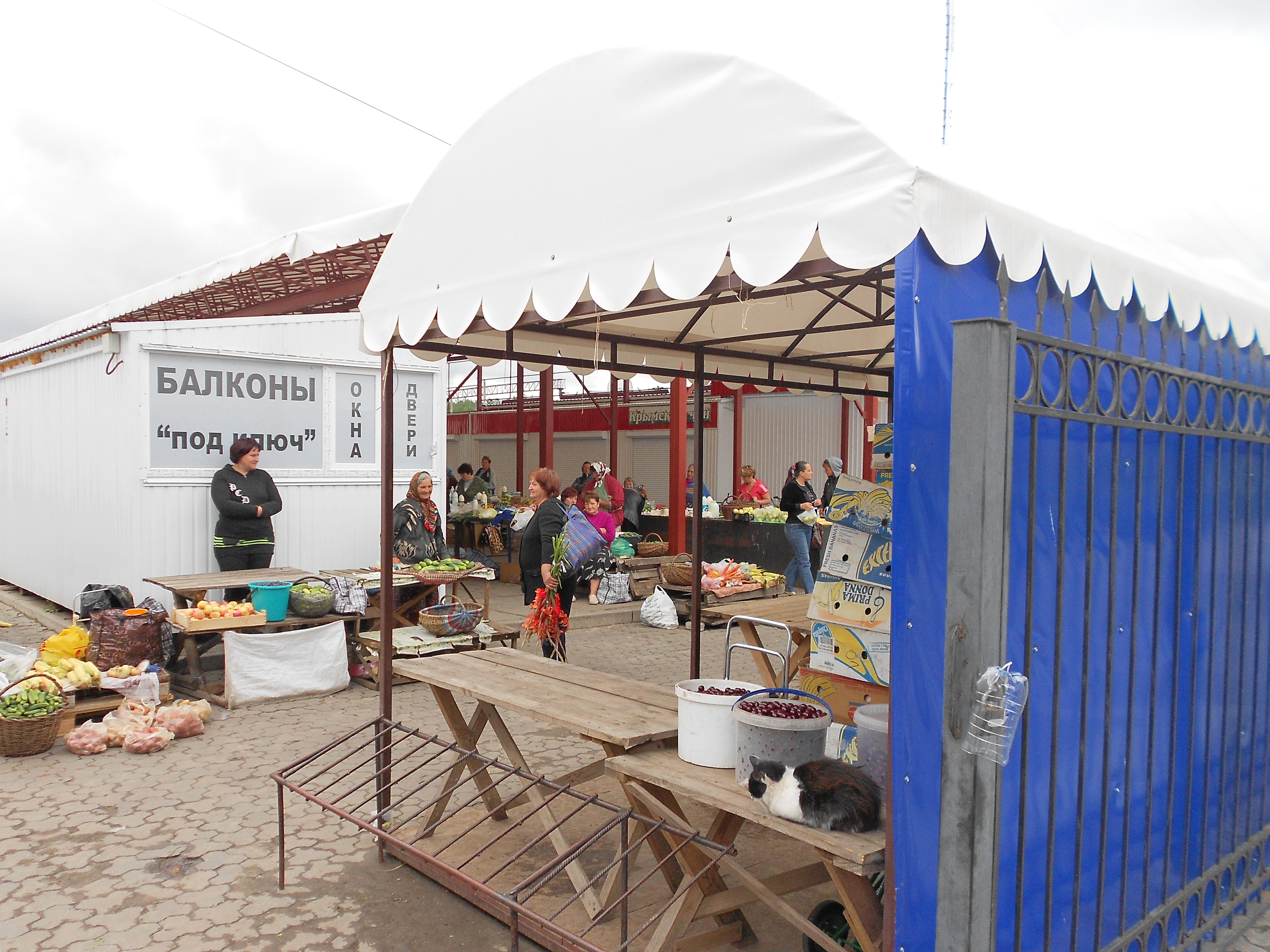
Базар у Славутичі біля залізничного вокзалу, 2013
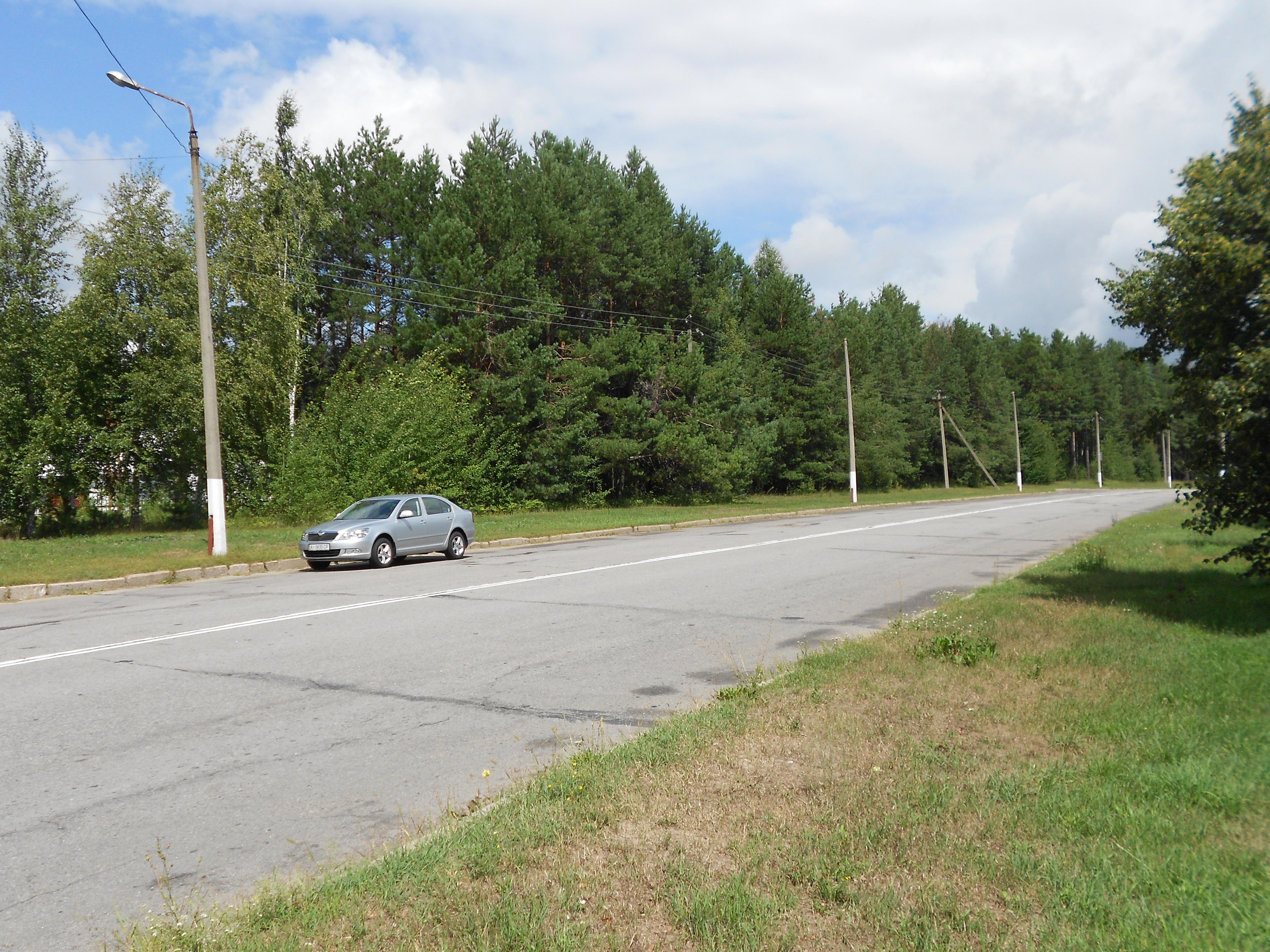
Кільцева дорога
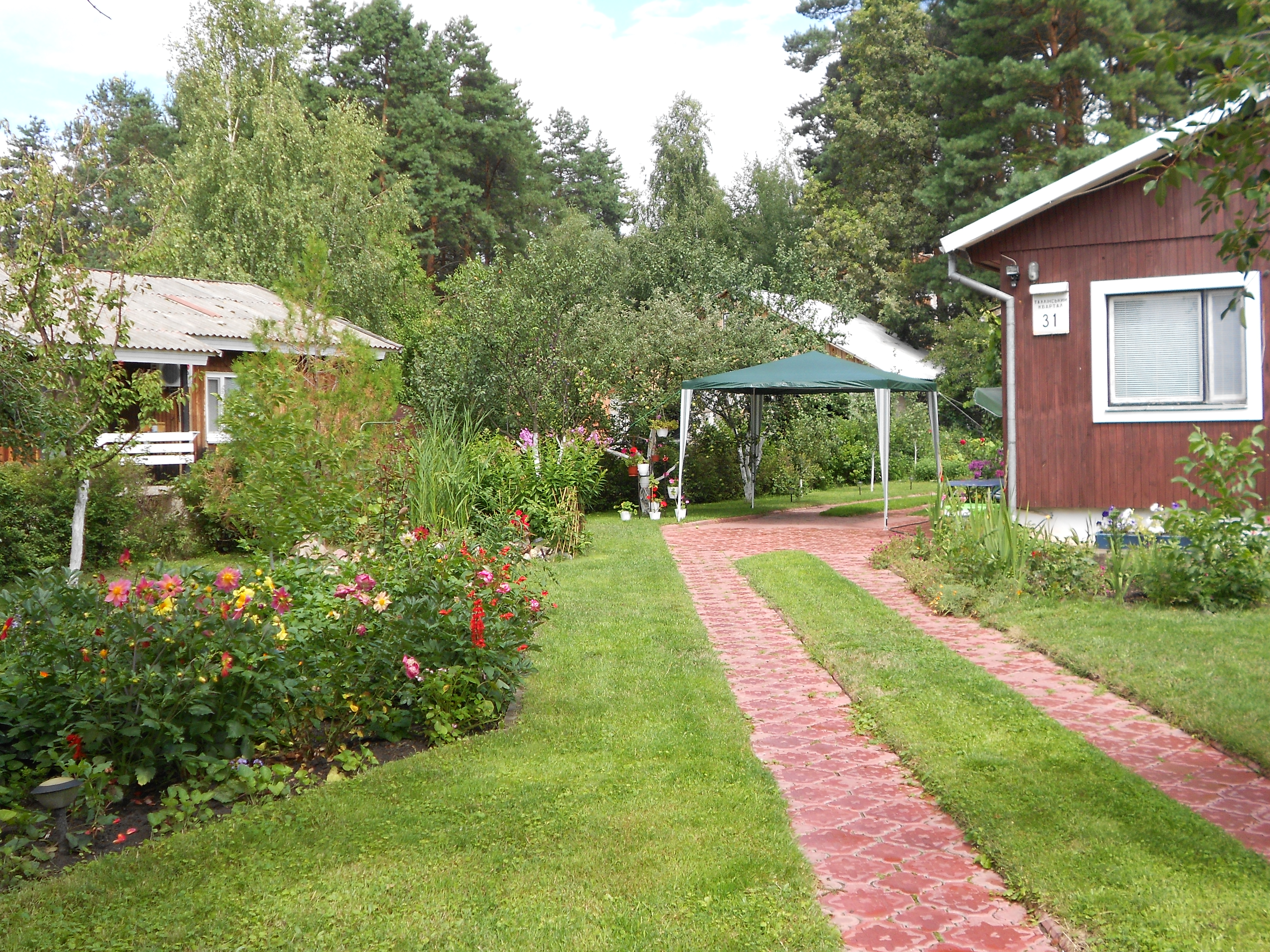
Котеджі
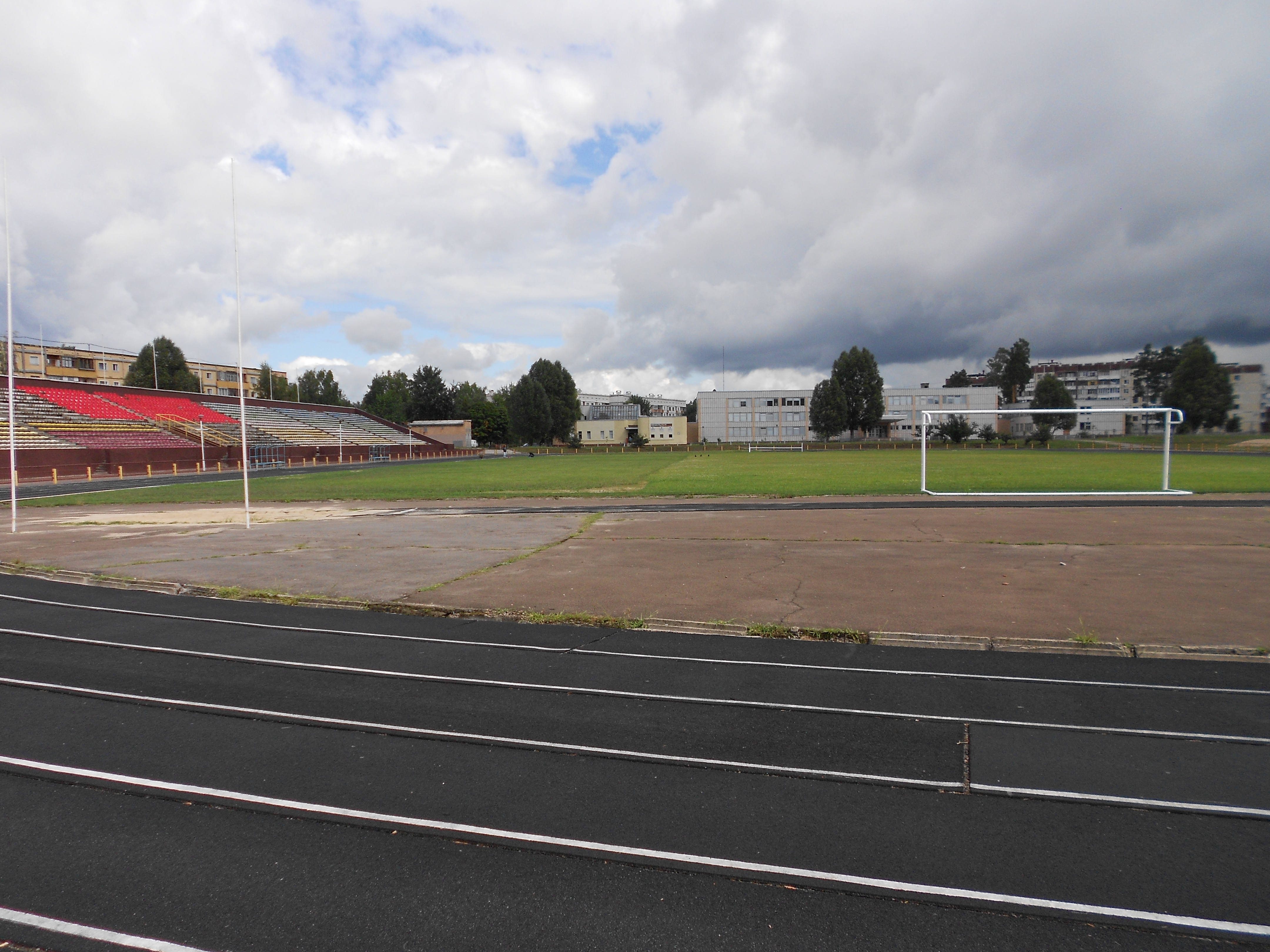
Міський стадіон
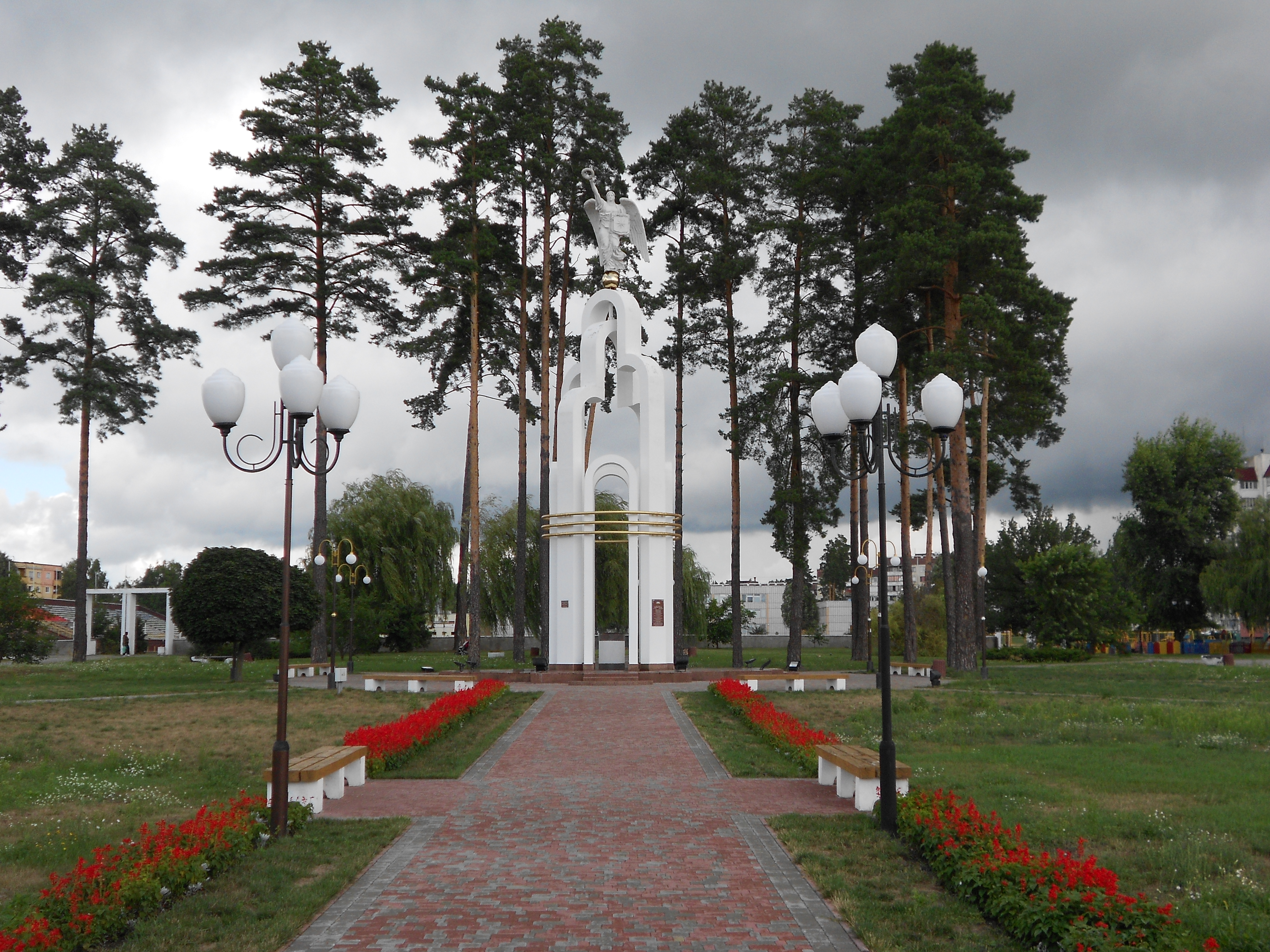
Білий Ангел Славутича
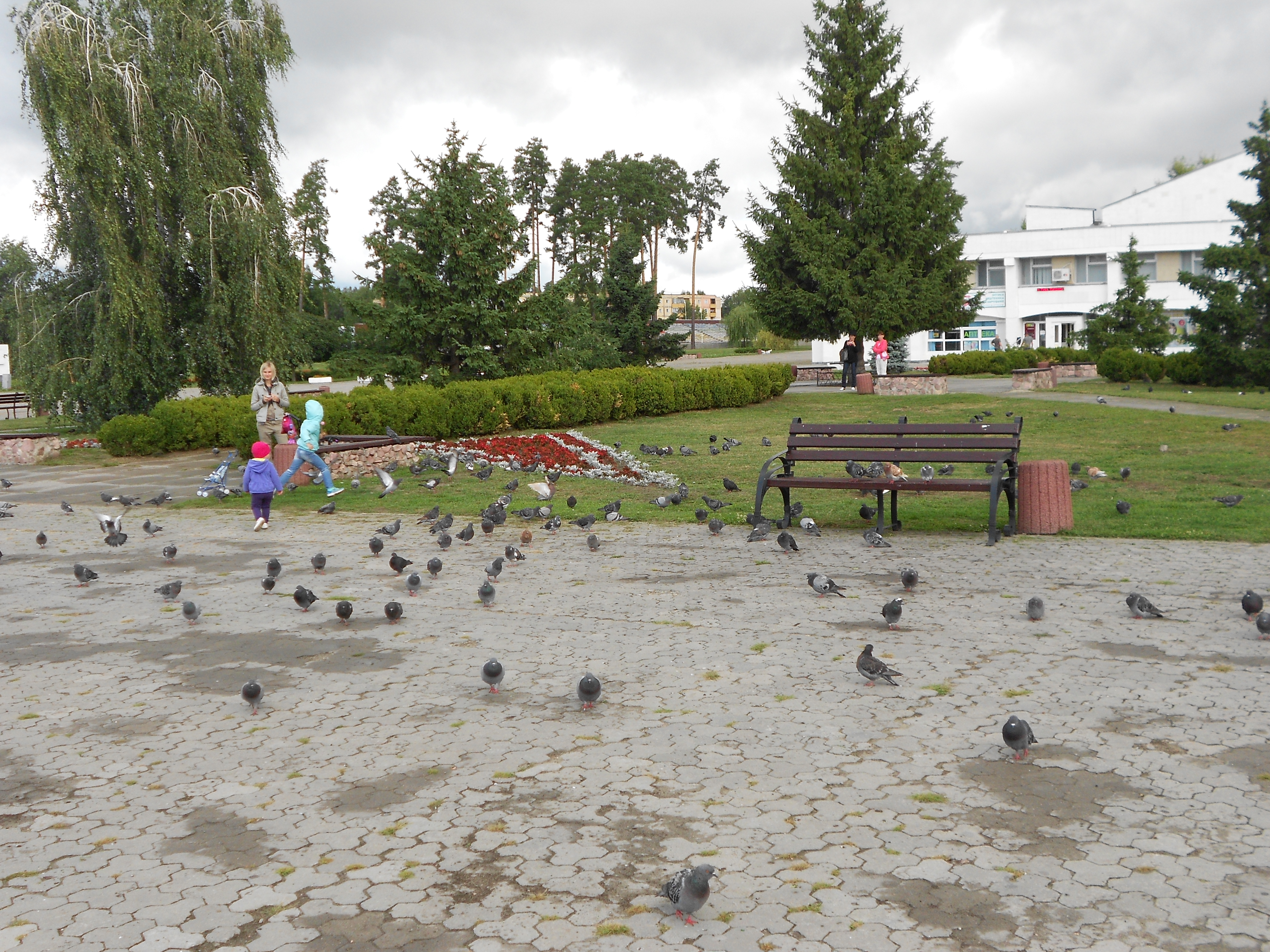
Центральна площа, в місті дуже багато голубів
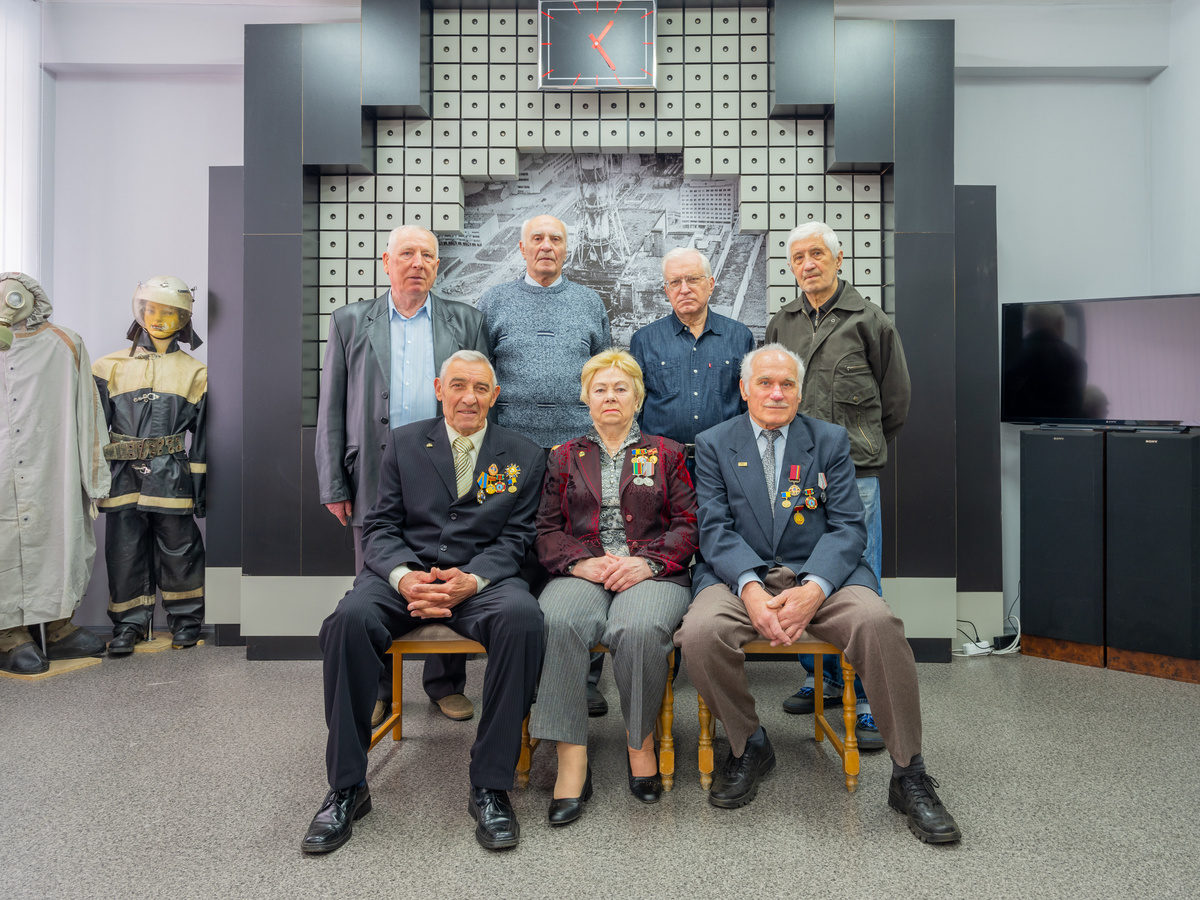
Фото ліквідаторів на 32 річницю аварії в музеї Славутича
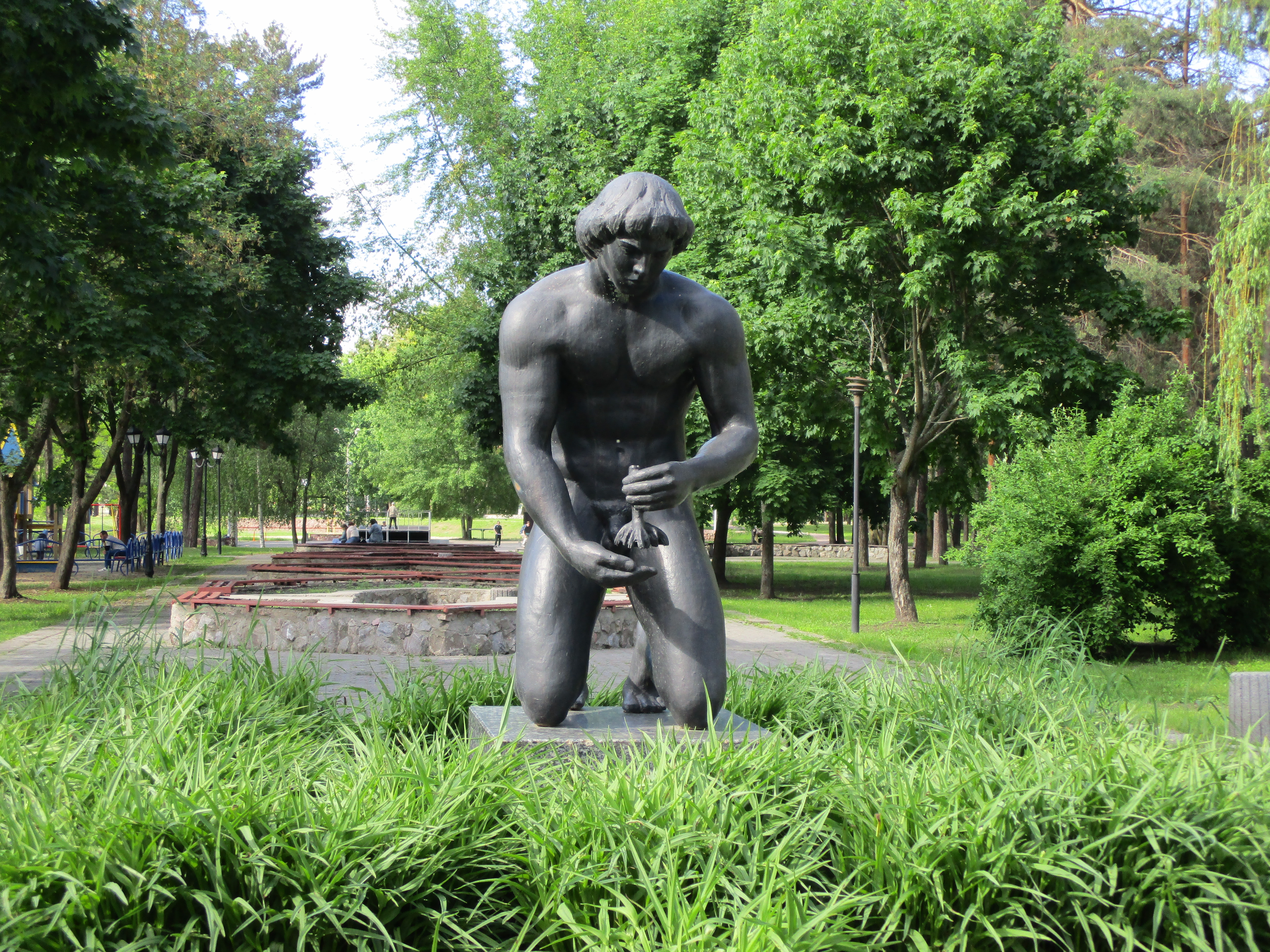
Парк у центрі міста. «Юнак садить дубок»

## Міста-побратими
- Горішні Плавні, Україна
- Річленд, США
- Вісагінас, Литва
- Франкарвіль, Франція

## Постаті
- Буяло Олег Юрійович (2002—2023) — лейтенант Збройних сил України, учасник російсько-української війни.
- Дорн Іван Олександрович (1988) — український співак і телеведучий.
- Лесніков Іван Сергійович (1991—2014) — старший солдат Збройних сил України, учасник АТО.
- Маханьков Володимир Ігорович (* 1997) — український футболіст.
- Рожок Сергій Володимирович (1985—2024) — український футболіст, півзахисник, колишній гравець юнацьких та молодіжної збірних команд України. Учасник російсько-української війни[13].